# Zygophylax pinnata
Zygophylax pinnata är en nässeldjursart som först beskrevs av Sars 1873.  Zygophylax pinnata ingår i släktet Zygophylax och familjen Lafoeidae. Arten har ej påträffats i Sverige. Inga underarter finns listade i Catalogue of Life.